# زمین‌لرزه ۲۰۲۴ هیوگا نادا
در ۸ اوت ۲۰۲۴، ساعت ۱۶:۴۲:۵۵ (جی‌اس‌تی) زمین‌لرزه‌ای با قدرت 7.1 Mw  در دریای هیوگا نزدیک سواحل استان میازاکی، کیوشو، ژاپن، در ۲۰ کیلومتر (۱۲ مایل) شمال شرقی نیچینان رخ داد.